# حزب اليسار الأخضر (المغرب)
حزب اليسار الأخضر تنظيم سياسي مغربي محسوب على الصف اليساري يضع قضايا البيئة في مقدمة أولوياته، عقد مؤتمره التأسيسي في ماي 2010.

## وصلات خارجية
- http://gaucheverte.ma